# Gerardo Miguel Nieves Loja

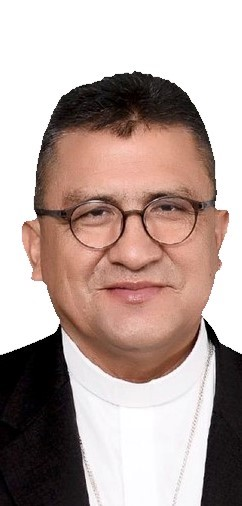
Gerardo Miguel Nieves Loja

Gerardo Miguel Nieves Loja (* 13. Juni 1963 in El Valle, Provinz Azuay) ist ein ecuadorianischer römisch-katholischer Geistlicher und Weihbischof in Guayaquil.

## Leben
Gerardo Miguel Nieves Loja begann seine Studien der katholischen Theologie zunächst am Priesterseminar des Erzbistums Cuanca, trat dann der Ordensgemeinschaft der Misioneros Javerianos de Yarumal bei und setzte sein Studium in deren Seminar sowie an der Päpstlichen Universität Bolivariana in Medellín fort. Nach weiteren Studien an der Universität Straßburg erwarb er einen Master und wurde im Fach Philosophie promoviert. Am 12. Dezember 1993 empfing er das Sakrament der Priesterweihe.
Von 1994 bis 1997 war Gerardo Miguel Nieves Loja als Missionar im Bistum Maroua-Mokolo in Kamerun tätig. Anschließend wirkte er in der Ausbildung neuer Missionare. Mit der Rückkehr in sein Heimatland Anfang 2000 verließ er die Ordensgemeinschaft und wurde in den Klerus des Bistums Riobamba inkardiniert. Neben seinen Aufgaben als Pfarrer der Pfarreien Santa Rosa und Sagrada Familia de Bellavista in Guano war er Professor und Regens des diözesanen Priesterseminars in Chambo sowie bischöflicher Delegat für die Jugendpastoral und Koordinator der Pastoralregion Riobamba. Außerdem lehrte er als Professor an der Universidad Nacional de Chimborazo und an der Escuela Superior Politécnica de Chimborazo in Riobamba. Von 2014 bis zur Ernennung zum Bischof war er schließlich Generalvikar des Bistums Riobamba.
Papst Franziskus ernannte ihn am 27. Oktober 2020 zum Koadjutorbischof von Riobamba. Am 28. April 2021 nahm Franziskus den von Gerardo Miguel Nieves Loja vor der Bischofsweihe vorgebrachten Verzicht auf dieses Amt an. Zuvor waren Vorwürfe erhoben worden, Nieves Loja habe einen Verkehrsunfall verursacht, bei dem seine Schwester zu Tode kam. Um einer strafrechtlichen Verfolgung durch die ecuadorianische Justiz zu entgehen, sei er für weiterführende Studien nach Frankreich geschickt worden.
Nach seiner Rückkehr ernannte ihn Papst Franziskus am 23. Oktober 2021 zum Titularbischof von Tigisi in Numidia und zum Weihbischof in Guayaquil. Der Erzbischof von Guayaquil, Luis Gerardo Cabrera Herrera OFM, spendete ihm am 4. Dezember desselben Jahres die Bischofsweihe. Mitkonsekratoren waren der Apostolische Nuntius in Ecuador, Erzbischof Andrés Carrascosa Coso, und der Apostolische Administrator des Bistums Riobamba, Weihbischof José Bolivar Piedra Aguirre.